# David Turpel
David Turpel (ur. 19 października 1992) – luksemburski piłkarz grający na pozycji napastnika. Obecnie zawodnik belgijskiego RE Virton

## Kariera klubowa
Turpel jest wychowankiem klubu Etzella Ettelbruck. W czerwcu 2014 przeszedł do F91 Dudelange. W barwach Dudelange był jedną z wiodących postaci zdobywając w ciągu 5 sezonów aż 81 bramek w 109 ligowych meczach, a także będąc członkiem drużyny, która jako pierwszy luksemburski klub awansowała do fazy grupowej Ligi Europy. Po zakończeniu sezonu 2018/2019 przeszedł do grającego w lidze belgijskiej RE Virton, gdzie właścicielem jest Flavio Becca, który w tym czasie był również właścicielem Dudelange.

## Kariera reprezentacyjna
Turpel w reprezentacji Luksemburga zadebiutował 14 listopada 2012 roku w towarzyskim meczu przeciwko Szkocji. Na boisku pojawił się w 71 minucie. Do tej pory rozegrał 19 spotkań w reprezentacji (stan na 22 listopada 2015).
| Mecze i gole w reprezentacji | Mecze i gole w reprezentacji | Mecze i gole w reprezentacji | Mecze i gole w reprezentacji | Mecze i gole w reprezentacji | Mecze i gole w reprezentacji | Mecze i gole w reprezentacji |
| #                            | Data                         | Stadion                      | Rywal                        | Wynik                        | Gol                          | Rozgrywki                    |
| 2012                         | 2012                         | 2012                         | 2012                         | 2012                         | 2012                         | 2012                         |
| ---------------------------- | ---------------------------- | ---------------------------- | ---------------------------- | ---------------------------- | ---------------------------- | ---------------------------- |
| 1.                           | 14.11.2012                   | Luksemburg, Luksemburg       | Szkocja                      | 1:2                          | 0                            | towarzyski                   |
| 2013                         |                              |                              |                              |                              |                              |                              |
| 2.                           | 05.02.2013                   | Valence, Francja             | Armenia                      | 1:1                          | 0                            | towarzyski                   |
| 3.                           | 14.08.2013                   | Luksemburg, Luksemburg       | Litwa                        | 2:1                          | 0                            | towarzyski                   |
| 4.                           | 06.09.2013                   | Kazań, Rosja                 | Rosja                        | 1:4                          | 0                            | El. MŚ 2014                  |
| 5.                           | 10.09.2013                   | Luksemburg, Luksemburg       | Irlandia Północna            | 3:2                          | 0                            | El. MŚ 2014                  |
| 6.                           | 11.10.2013                   | Luksemburg, Luksemburg       | Rosja                        | 0:4                          | 0                            | El. MŚ 2014                  |